# Piper subpenninerve
Piper subpenninerve är en pepparväxtart som först beskrevs av C. Dc., och fick sitt nu gällande namn av Henry Nicholas Ridley. Piper subpenninerve ingår i släktet Piper och familjen pepparväxter. Inga underarter finns listade i Catalogue of Life.